# Rocky Harbour
Rocky Harbour é uma pequena cidade localizada na província canadense de Terra Nova e Labrador. De acordo com o censo canadense de 2016 a cidade tinha uma população de 947 habitantes.

## História
A área já foi habitada por povos indígenas Mi'kmaq. Durante os séculos XVIII e XIX, o porto foi frequentado pelos primeiros pescadores franceses quando foi submetido à pesca da costa francesa. O primeiro ano em que Rocky Harbour apareceu nos números do censo foi em 1874, quando tinha uma população de 35. Esta cidade abriga o Parque Nacional Gros Morne, um patrimônio mundial.
A agência postal da cidade foi estabelecida em 1900. Tornou-se uma comunidade do governo local em abril de 1966. Após a abertura do Parque Nacional Gros Morne em 1973, a população aumentou ainda mais e serviços como um destacamento do RCMP foram adicionados.

## Clima
O clima na região é temperado e frio, com nível de chuva significativa ao longo do ano, mesmo nos meses mais secos. A temperatura média nos meses mais quentes varia entre 10,9 °C e 19,8 °C. Já nos meses mais frios, a temperatura pode alcançar −13°C.